# Czesław Niemen
Czesław Juliusz Niemen, nome d'arte di Czesław Juliusz Wydrzycki (Stare Wasiliszki, 16 febbraio 1939 – Varsavia, 17 gennaio 2004), è stato un compositore e cantautore polacco.

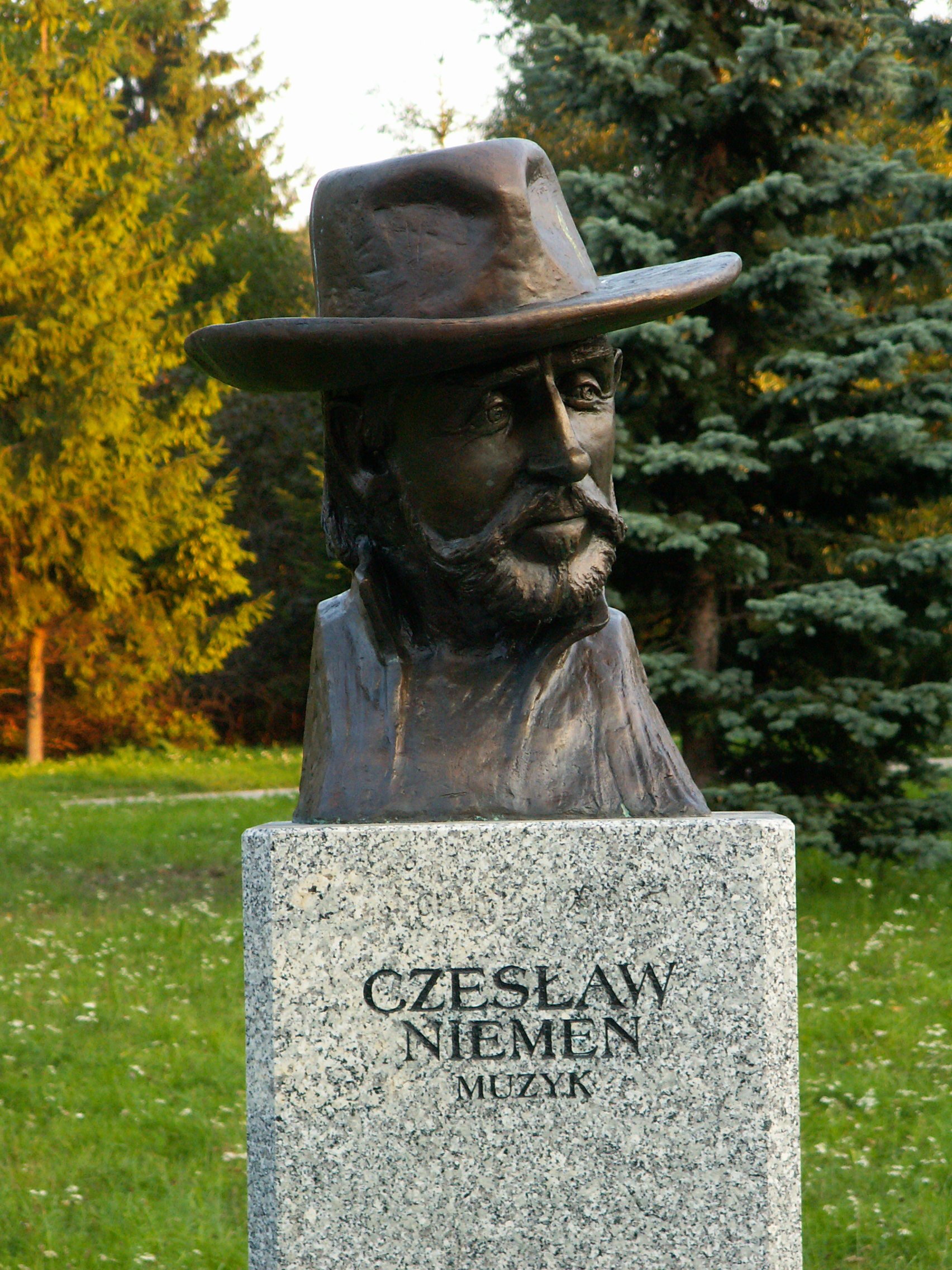
Czesław Niemen

Nel corso della sua carriera musicale si è mosso nell'ambito del rock e della canzone popolare. Inizia negli anni sessanta ispirandosi ai Beatles per esplorare poi, nel corso dei decenni successivi, il rock and roll, il rock psichedelico, il rock progressivo e il jazz-rock, passando anche attraverso la canzone di protesta. Nella seconda metà degli anni settanta esplora le potenzialità della musica elettronica realizzando l'album Khatharsis con ampio uso di organo hammond e sintetizzatore Moog. Nel corso degli anni collabora con i Tangerine Dream, Klaus Schulze e Vangelis.
In Italia Niemen ha partecipato come musicista al Cantagiro 1970 ed ha collaborato con la cantante Farida.
Nel 1979 vinse il Concorso Intervision della Canzone a Sopot, con la canzone "Nim przyjdzie wiosna" (La primavera arriverà).

## Discografia
- 1967 Dziwny jest ten świat (LP)
- 1968 Sukces (LP)
- 1969 Czy mnie jeszcze pamiętasz? (LP)
- 1970 Enigmatic (LP)
- 1971 Niemen (2 LP, tzw. "Czerwony Album")
- 1972 Strange Is This World (LP,  wyd.RFN)
- 1973 Ode to Venus (LP, wyd. RFN)
- 1973 Niemen Vol. 1 i Niemen Vol. 2 (2 LP, tzw. "Marionetki")
- 1973 Russische Lieder (LP,  wyd. RFN)
- 1974 Mourner's Rhapsody (LP,  wyd. RFN, Wielka Brytania, USA)
- 1975 Niemen Aerolit (LP)
- 1976 Katharsis (LP, całkowicie elektroniczna muzyka)
- 1978 Idee Fixe (2 LP + SP)
- 1979 The Best Of Niemen (LP)
- 1980 Postscriptum (LP)
- 1982 Przeprowadzka (MC)
- 1989 Terra Deflorata (LP)
- 1991 Terra Deflorata (wersja rozszerzona) (CD)
- 1991 Gwiazdy mocnego uderzenia: Czesław Niemen (LP)
- 1993 Mouner's Rhapsody (wersja poprawiona i uzupełniona) (CD, wyd. USA)
- 1995 Sen o Warszawie (CD)
- 2001 Czas jak rzeka (CD)
- 2001 spodchmurykapelusza (CD)
- 2002 od początku I (6 CD)
- 2003 od początku II (6 CD)
- 2007 41 Potencjometrów Pana Jana